# Iggy's Reckin' Balls
Iggy's Reckin' Balls (Japan: イギーくんのぶら2ぽよん), is een videospel dat werd ontwikkeld door Iguana Entertainment en uitgebracht door Acclaim Entertainment. Het spel kwam in 1998 uit voor de Nintendo 64.
Het doel van het spel is met Iggy of een van zijn balvormige vrienden zo snel als mogelijk naar de top van de toren te racen. Onderweg kunnen items gevonden worden waarmee de race makkelijker verloopt. Het spel kent vier modi, namelijk: Arcade, Mix-up, Time Trial en Battle.

## Werelden
Het spel kent tien werelden:
- Candy Lane: snoepwereld
- The Deep: diepe mysterieuze oceaan
- Sun Bay: strand
- Funkville: mysterieuze puzzelwereld met lastige paadjes
- Tecktricity: futuristische high-tech wereld
- Sun Canyon: stijle woestijn
- Patchwork: wereld van patches
- Tiki Woods: bos
- Iggy's Challenge: alle slottorens van alle werelden

## Ontvangst
| Beoordeeld door         | Jaar | Score |
| ----------------------- | ---- | ----- |
| X64                     | 1998 | 87%   |
| Gamezilla               | 1998 | 83%   |
| Total! (Duitsland)      | 1998 | 80%   |
| Game Play 64            | 1998 | 75%   |
| IGN                     | 1998 | 69%   |
| GameSpot                | 1998 | 67%   |
| Game Revolution         | 1998 | 67%   |
| Nintendo Power Magazine | 1998 | 66%   |
| Jeuxvideo.com           | 1998 | 65%   |
| Gaming Age              | 1998 | 64%   |